# Campionato panamericano di rugby 1995
Il campionato panamericano di rugby 1995 (in inglese 1995 Pan American Championship, in spagnolo Torneo Panamericano de Rugby 1995) fu la 1ª edizione del campionato panamericano di rugby a 15.
Organizzato dalla Pan-American Rugby Association (PARA), si tenne a Buenos Aires (Argentina) e Montevideo (Uruguay) nel mese di marzo fra le squadre nazionali di: Argentina, Uruguay, le due principali formazioni di vertice del campionato sudamericano, e Canada, rappresentante l'America del Nord.
La formula utilizzata fu quella del girone unico all'italiana con incontri da disputarsi in gara unica. Il sistema di punteggio adottato in classifica fu il seguente: 2 punti per la vittoria, 1 punto per il pareggio e 0 punti per la sconfitta; in caso di parità nel punteggio venne presa in considerazione la differenza punti marcati/subiti.
Ad aggiudicarsi l'edizione inaugurale del torneo furono i Pumas argentini.

## Squadre partecipanti
- Argentina (Sudamerica)
- Canada (America del Nord)
- Uruguay (Sudamerica)

## Risultati
| Arbitro: | George Gadjovich |

|                                       |      |              |
| Arbizu (3) Crexell Viel Temperley (2) | mt   |              |
| Mesón (4)                             | tr   |              |
| Mesón (2)                             | c.p. | Nicola Horta |

| Arbitro: | Marcelo Firpo |

|                  |      |                        |
|                  | mt   | S. MacKinnon Tynan (2) |
|                  | tr   | Graf (2)               |
| Nicola Horta (3) | c.p. | Graf (3)               |

| Arbitro: | Claudio Giacomel |

|           |      |                                 |
| Mesón     | mt   | Lytton G. MacKinnon Stanley (2) |
|           | tr   | Graf (2)                        |
| Mesón (8) | c.p. |                                 |

## Classifica
|  | Squadra   | G | V | N | P | P+ | P- | P±  | PT |
|  | --------- | - | - | - | - | -- | -- | --- | -- |
|  | Argentina | 2 | 2 | 0 | 0 | 73 | 29 | 44  | 4  |
|  | Canada    | 2 | 1 | 0 | 1 | 54 | 38 | 16  | 2  |
|  | Uruguay   | 2 | 0 | 0 | 2 | 12 | 72 | −60 | 0  |